# 알례이라
알례이라(포르투갈어: alheira)는 포르투갈의 소시지이다. 새고기 등 돼지고기가 아닌 고기와 빵을 넣어 만든다

## 이름
포르투갈어 "알례이라(alheira)"는 "마늘로 양념한"이라는 뜻으로, "마늘"을 뜻하는 낱말인 "알류(alho)"의 파생어이다.

## 역사
포르투갈의 스파라드 유대인(과 무어인)은 1497년에 기독교로 개종하든지 또는 국외로 추방당해야 했다. 노부 크리스탕(기독교 개종자) 가운데 비밀스럽게 종교적 신념을 이어가던 사람들은 유대교(와 이슬람교)에서 금지하는 돼지고기 섭취를 피했는데, 당시 포르투갈의 전통 소시지는 대부분 돼지고기로 만들었다. 푸메이루(fumeiro→훈제장)에 소시지를 걸어두지 않으면 발각되어 이단 심문을 당할 수 있었기 때문에, 이들은 새고기나 다른 여러 가지 사냥 고기를 넣은 소시지를 만들게 되었고, 질감을 주는 재료로는 빵을 넣었다.
시간이 흐르면서 알례이라는 포르투갈의 대표적인 소시지 가운데 하나로 자리잡았다. 현재는 노르트 지방, 특히 브라간사현의 미란델라와 비냐이스 및 빌라헤알현의 몬탈레그르에서 생산하는 것이 유명하다. 몬탈레그르에서 생산하는 "알례이라 드 바호주몬탈레그르(alheira de Barroso-Montalegre)"는 2007년 2월 16일부터, 비냐이스에서 생산하는 "알례이라 드 비냐이스(alheira de Vinhais)"는 2008년 7월 17일부터, 미란델라에서 생산하는 "알례이라 드 미란델라(alheira de Mirandela)"는 2016년 3월 2일부터 유럽 연합의 지리적 표시 보호(PGI)를 받고 있다.

## 만들기
새고기를 비롯하여, 돼지고기가 아닌 여러 가지 사냥 고기와 빵을 넣어 만든다. 흔히 올리브유, 라드, 마늘, 파프리카가루가 양념으로 첨가되며, 훈제 과정을 거친다.
포르투갈 북부에서 알례이라는 그릴이나 오븐에서 구워 내며, 주로 올리브유를 뿌린 삶은 감자나 삶은 채소를 곁들인다. 다른 지방에서는 기름에 지진 알례이라에 감자 튀김과 달걀 프라이, 양배추 토마토 샐러드 등을 곁들이는 경우가 많다. 구운 케일이나 순무 등을 곁들이기도 한다.

## 같이 보기
- 쇼리수
- 파리녜이라